# Change (album de Sugababes)
Change este al cincilea album de studio al grupului muzical Sugababes, lansat de Island Records pe 1 octombrie 2007.